# SoR
SOR とは、System of Record の略で、記録のシステムと呼ばれている。大きく分けて2つあるシステム概念の一つで、記録処理や信頼性を重視するシステムで、主として企業の基幹系システムがこれに該当する。もう一方の概念であるSOEは System of Engagement（約束のシステム） で、サービスを提供する企業と顧客との繋がりを重視するシステムで、処理速度や利便性が重視される。オンラインゲームやSNSなどがこれに該当する。
システムを設計・構築し運用する場合に、そのシステムがSORかSOEのどちらに該当するかを意識することで、造り込みが違ってくる。